# Saporoger Kosakenheer

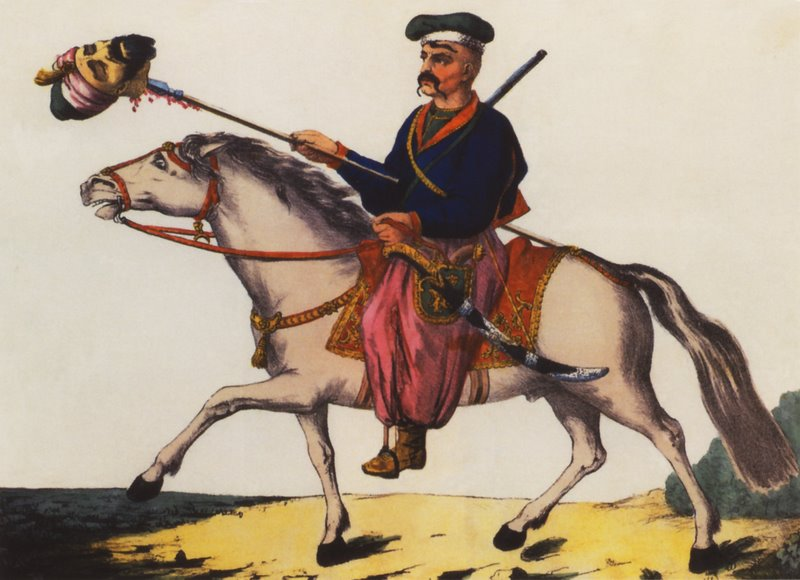
Kosakensoldat mit Tatarenkopf

Das Saporoger Kosakenheer bezeichnet die bewaffneten Kräfte des Hetmanats der Saporoger Kosaken, einem autonomen Staatswesen auf ukrainischem Boden von 1649 bis zu seiner Auflösung 1775.

## Geschichte

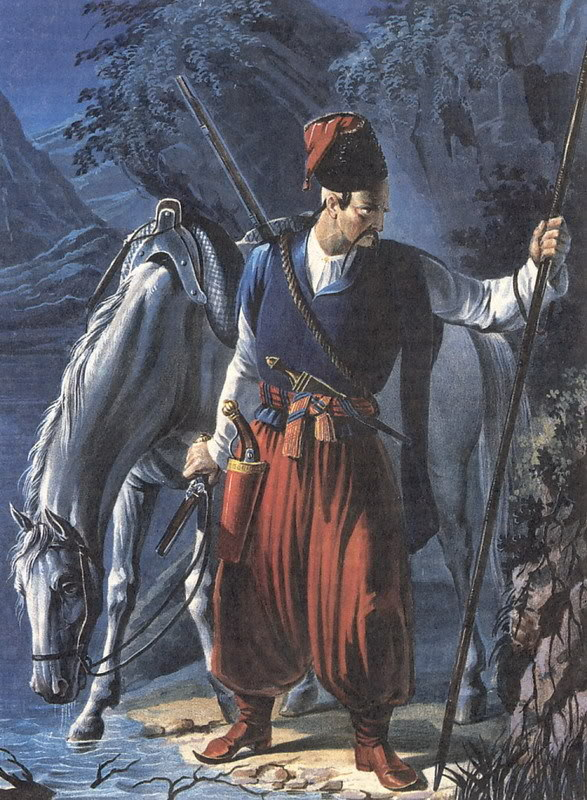
Saporoger Kosak, 18. Jahrhundert

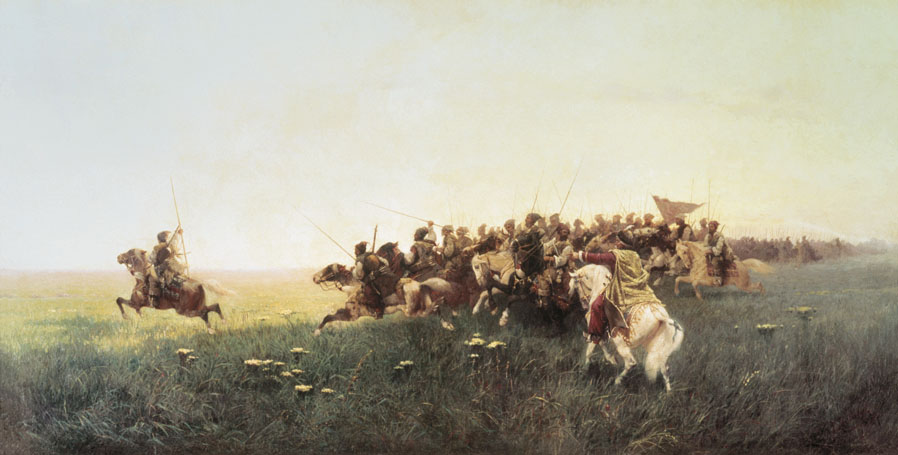
Angriff der Saporoger Kosaken in der Steppe (Gemälde von Franz Roubaud, 1881)

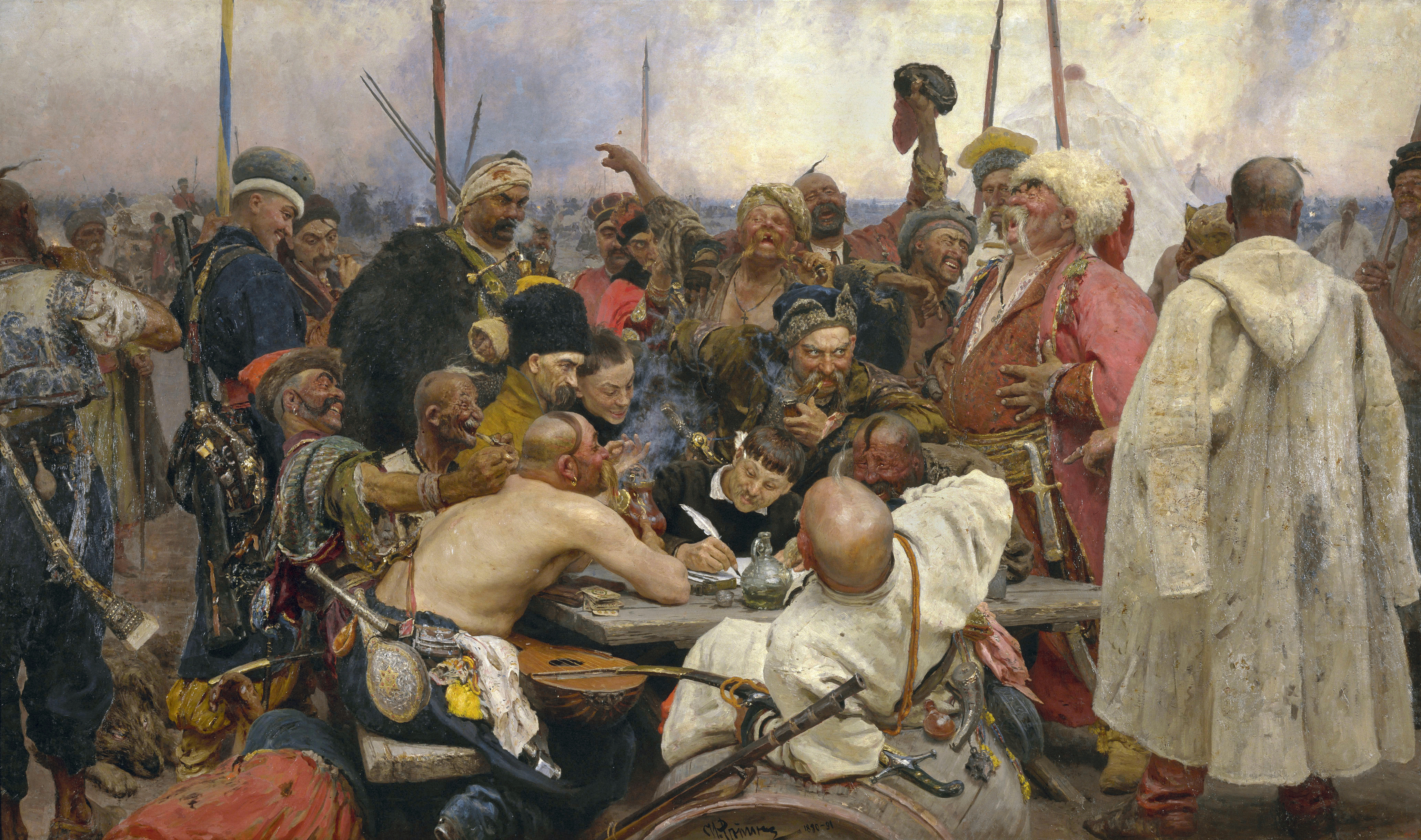
Die Saporoger Kosaken schreiben dem türkischen Sultan einen Brief (Gemälde von Ilja Repin, 1891)

Im 15. bis 17. Jahrhundert formierten sich an den Flüssen der Steppengrenze die egalitären Kriegergemeinschaften der Saporoger- (Dnepr-), Don-, Terek-, Kuban-, Ural- und Wolgakosaken. Sie spielten in Polen-Litauen und im Russischen Zarenreich als Krieger und Rebellen eine bedeutende Rolle. Das Kosakenheer des Hetmanats bestand im 17. Jahrhundert aus etwa 30.000 Soldaten, eingeteilt nach einer militärisch-administrativen Gliederung in zehn Kosakenregimenter. Im Laufe der Zeit entwickelte sich daraus eine feste militärische Organisation mit Wahl der niederen und mittleren Kommandeure.
Die Verwaltung des Hetmanats beruhte auf militärischen Institutionen, so dass ein Ineinanderübergehen von Militär und Staatswesen im Hetmanat feststellbar ist. Es gab die Gremien des Offizierrats, den Heeres- oder Generalrat, die diese Doppelfunktion aufzeigen. Die Armee rekrutierte sich aus den insgesamt 17 Territorialeinheiten des Hetmanats, den Kosakenregimentern. Zum Beispiel bestand das Bila Zerkwa Regiment 1649 aus 23 Hundertschaften mit insgesamt 2990 Registerkosaken, also eingetragene Soldaten. Die Gesamtbevölkerung innerhalb des Regiments lag 1654 bei 6668 in 19 Siedlungen.
Der Hetman war der Anführer der Armee. Er verfügte über eine Leibgarde aus ukrainischen und ausländischen Söldnern. Unter dem Hetman standen die Atamane, die meist Verbände von mehreren Kosakenhundertschaften, so genannte Sotnia führten. Atamane und Hetman wurden vom Zaren vorgeschlagen und nach Wahl bestätigt.
Hetman und Armee waren durch einen Treueid an den Zaren gebunden. Gleichzeitig unterhielt Russland Garnisonen in den wichtigsten Städten des Hetmanats. Das Kosakenhetmanat diente auf Seiten der russischen Armee als Teil der irregulären Kräfte in Kriegen gegen Schweden, Polen-Litauen, das Osmanische Reich, das Khanat der Krim und Persien.
1765 wurde das Hetmanat eine normale Provinz des russischen Kaiserreichs. Als nach dem Sieg gegen die Osmanen beziehungsweise die Krimtataren das so genannte Wilde Feld gesichert war, war auch die Funktion der kosakischen Grenztruppen nicht mehr vorhanden. Das Kosakenheer des Hetmanat wurde 1775 im Zusammenhang mit dem Pugatschow-Aufstand durch die russische Kaiserin Katharina II. aufgelöst und seine Einheiten in reguläre russische Einheiten umgewandelt.

## Außenwahrnehmung der Kosaken
Zeitgenössische Berichte zeichneten ein negatives Bild von den kämpfenden Kosaken. Vielfach berichteten sie von erheblichen Gräueln und Gewaltanwendungen gegen Zivilisten. Ihnen wird Plünderung, Mord, Raublust und grenzenlose Gewaltlust anhand konkreter Taten vorgeworfen. Gleichzeitig verfügten kosakische Einheiten nach zeitgenössischer Auffassung über keine Disziplin oder Grundordnung. Kosaken mieden den Kampf gegen reguläre Truppen und hielten sich lieber im Hinterland auf, um dort brandschatzen zu können. Sie galten als die „Geier des Schlachtfeldes“.
Ihre Gegner verwirrten sie mit einer chaotischen Angriffstaktik, die auf Schnelligkeit, Lautlosigkeit und ihrer Ausdauer im Sattel basierte. Sie legten in kurzer Zeit große Distanzen zurück und tauchten ohne Vorwarnung als Vorhut auf, genauso wie sie ebenso schnell wieder verschwanden.
Der britische Historiker Philip J. Haythornthwaite urteilt:

„Die bloße Beteiligung der Kosaken bot Gewähr dafür, dass es im Überfluss zu Brandschatzung und Plünderung, Vergewaltigung, Mord und hundert anderen Greueltaten kommen musste. Kosaken sahen im Krieg keine Sache der Politik, für sie war er eine Kultur und Lebensweise.“